# Pradolina Głogowska
Pradolina Głogowska je geomorfologický celek v jihozápadním Polsku s polským geomorfologickým značením 318.32. Je součástí geomorfologické oblasti Obniżenie Milicko-Głogowskie patřící do geomorfologické subprovincie Niziny Środkowopolskie (Středopolské nížiny) z pásma Středoevropské nížiny. Leží v severní a střední části Dolnoslezského vojvodství (okres Góra, okres Głogów, okres Polkowice) a jihovýchodní části Lubušského vojvodství (okres Wschowa, okres Nowa Sól), přibližně na ose mezi městy Wąsosz, Głogów (Hlohov) a Nowa Sól a podél veletoku Odra. Nachází se také v Dolním Slezsku.

## Popis
Pradolina Głogowská je říční údolí, které má plošnou rozlohu 850 km², délku asi 80 km, šířku až 12 km a nadmořskou výšlu přibližně 90 m n. m. Jeho geomorfologie byla, podobně jako u ostatních pradolin, ovlivněna zaniklými ledovci v době ledové a také řekou Odra. Jméno získala podle města Głogów.

### Největší sídla
- Nowa Sól
- Głogów
- Bytom Odrzański

## Galerie

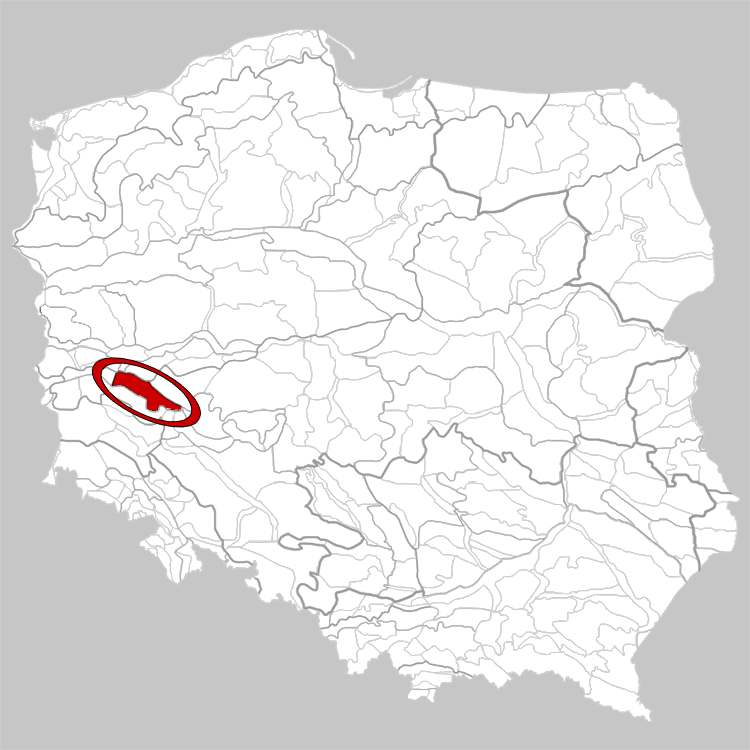
Poloha na mapě Polska